# Grace Valentine
Grace Valentine (Springfield, 14 febbraio 1884 – New York City, 12 novembre 1964) è stata un'attrice statunitense.

## Biografia
Attrice di teatro dal 1905, iniziò la carriera cinematografica nel 1915 alternando le apparizioni sullo schermo in film muti e poi sonori con numerose recite teatrali. Lasciato il cinema nel 1933, apparve dal 1949 al 1954 in alcuni telefilm. Fu sposata con l'attore di teatro Wayne Nunn (1881-1947), accanto al quale è sepolta nel Kensico Cemetery di New York.

## Filmografia
- The New Adam and Eve (1915)
- Black Fear (1915)
- Man and His Soul (1916)
- The Blindness of Love (1916)
- The Evil Thereof (1916)
- Dorian's Divorce (1916)
- The Scarlet Runner (1916)
- The Brand of Cowardice (1916)
- Babbling Tongues (1917)

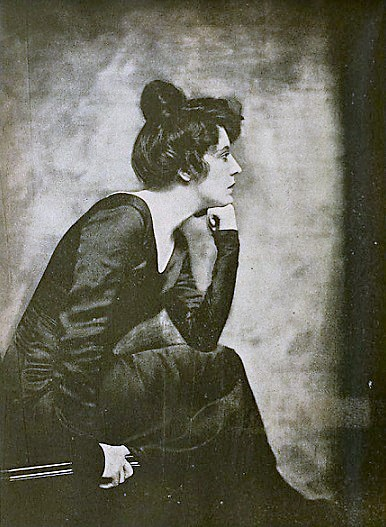
Nella commedia Lombardi, Ltd

- The Unchastened Woman, regia di William Humphrey (1918)
- A Man's Home (1921)
- Ain't It the Truth (1929)
- The Phantom in the House (1929)
- The Silver Lining (1932)
- Her Secret (1933)